# 완룽향

완룽향의 위치

완룽향(한국어: 만영향, 중국어: 萬榮鄉, 병음: Wànróng Xiāng)은 중화민국 화롄현의 향이다. 넓이는 618.491km2이고, 인구는 2015년 8월 기준으로 6,451명이다.

## 지리
완룽향은 화롄현 서부에 위치하고, 북쪽은 슈린향과 동쪽은 펑린진, 광푸향, 루이수이향과 동북쪽은 서우펑향과 동쪽은 난터우현 런아이향, 신이향과 각각 접하고 있다. 중양산맥상에 위치하기 때문에, 지세는 기복이 심하고 평균 해발은 600m를 넘고 있다. 향내에는 완리시(萬里溪), 마타이안시(馬太鞍溪), 광푸시(光復溪) 등의 하천이 흐르고 있다. 주민은 원주민인 타로코족이 대부분을 차지하고 그 외에 부눈족 및 아타얄족이 거주하고 있다.

## 역사
완룽향은 일본 통치 시대에는 가렌코청 경무과의 관할이었고 주요한 사에는 출장소 혹은 주재소가 설치되어 행정, 교육, 위생 등의 행정 사무를 관리하고 있었다. 전후 이곳에 향이 설치될 때에 완리향(萬里鄉)이라고 명명되었지만, 타이베이현에도 동명의 완리향이 존재해, 1958년 6월에 완리차오시(萬里橋溪)의 완(萬)과 썬룽(森榮)의 룽(榮)을 조합해 완룽향으로 개칭되었다.